# الجوادية (الحسكة)

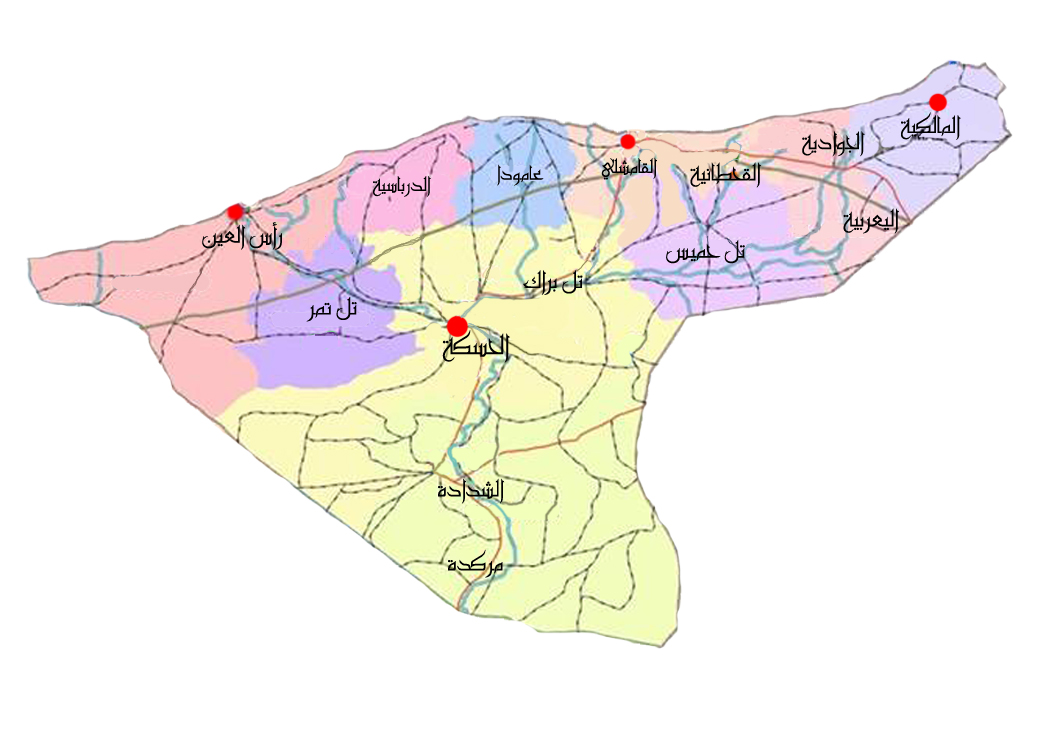
مدن محافظة الحسكة

الجوادية: بلدة سورية ومركز ناحية الجوادية في منطقة المالكية في محافظة الحسكة الواقعة في شمال شرق سوريا. تبعد الجوادية مسافة 40 كم تقريباً عن المالكية و30 كم عن القحطانية و50 كم إلى الشرق من مدينة القامشلي. بلغ عدد سكانها 6.630 نسمة عام 2004. سكانها من العرب و الأكراد وعدد قليل من المسيحيين الساكنين في المساكن التابعة لمديرية النفط. توجد فيها 6 مدارس واحدة فقط ثانوية واثنتان تعليم أساسي وثلاثة ابتدائية. يوجد في بلدة الجوادية سد تجميعي اسمه سد الجوادية ، أنشئ عام 1974 يخزن أكثر من 1820 م2.
في هذه البلدة يوجد أيضا:
- بلدية
- مخفر شرطة
- مستوصف صغير
- مصرف زراعي
- 3 مساجد

## وصلات خارجية
- موقع مدينة القامشلي
- شبكة مواقع الحسكة نت